# Neunforn
Neunforn (toponimo tedesco) è un comune svizzero di 986 abitanti del Canton Turgovia, nel distretto di Frauenfeld.

## Storia
Il comune di Neunforn è stato istituito nel 1996 con l'aggregazione di comuni soppressi di Niederneunforn, Oberneunforn (che a sua volta nel 1870 aveva inglobato il comune soppresso di Fahrhof) e Wilen bei Neunforn (a sua volta istituito nel 1853 per scorporo dal comune di Niederneunforn); capoluogo comunale è Oberneunforn.

## Società

### Evoluzione demografica
L'evoluzione demografica è riportata nella seguente tabella:
Abitanti censiti